# Apeadeiro de Mazagão

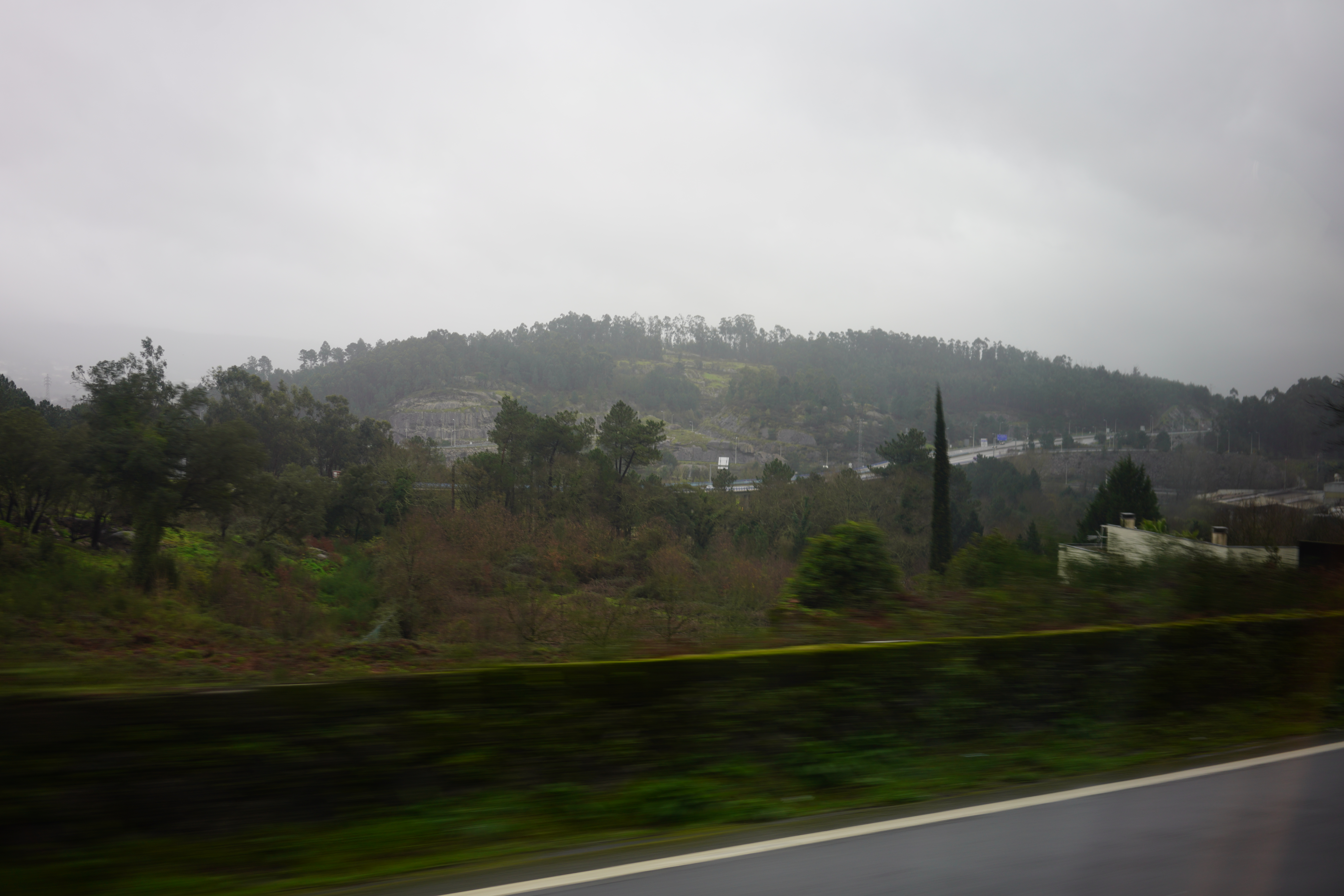
Vista da EN14 na direção do Apeadeiro de Mazagão.

O Apeadeiro de Mazagão é uma infra-estrutura ferroviária do Ramal de Braga, que serve o lugar de Mazagão, no concelho de Braga, em Portugal.

## Descrição
Esta interface é servida apenas por serviços urbanos, da divisão dos Urbanos do Porto da operadora Comboios de Portugal.

## História
O Ramal de Braga foi inaugurado em 21 de Maio de 1875.